# Didemnum maculosum
Didemnum maculosum is een zakpijpensoort uit de familie van de Didemnidae. De wetenschappelijke naam van de soort is, als Leptoclinum maculosum, voor het eerst geldig gepubliceerd in 1841 door Henri Milne-Edwards.

## Beschrijving
Deze koloniale zakpijp is vrij algemeen en komt in een breed scala aan kleurvormen en kolonievormen. Typisch zijn kolonies verdeeld in kleine lobben, maar ze kunnen grotere plakken vormen op gladde oppervlakken. Kolonies groeien vaak op biotische ondergronden, zoals Tubularia-stengels, algen, mosdiertjes. Er zijn kleine, regelmatige inademingporiën en grotere, tamelijk onopvallende uitademingporiën. Kolonies kunnen wit, grijs, paarsgevlekt of oranje van kleur zijn, en glad of behaard van structuur. Bij het verzamelen worden alle poriën onzichtbaar door samentrekking van de kolonie en verandert het uiterlijk aanzienlijk. Afmeting is 3 mm dik x 10 mm breed.

## Verspreiding
Didemnum maculosum is wijdverbreid rond de Britse eilanden. Het is een bijna alomtegenwoordige soort van de lagere kust tot het infralitoraal.